# Сталінград (фільм, 1989)
«Сталінгра́д» (рос. «Сталинград») — радянський двосерійний художній фільм-кіноепопея 1989 року, завершальна серія кіноепопеї  Юрія Озерова про  Другу світову війну. Присвячена  Сталінградській битві — вирішального бою, що ознаменував початок корінного перелому в Німецько-радянській війні і Другій світовій війні в цілому.

## Сюжет
Останній фільм з серії кінематографічних епопей Юрія Озерова, присвячених Другій світовій війні («Визволення», «Солдати свободи», «Битва за Москву»), двосерійний фільм «Сталінград» розповідає про найбільшу військово-політичну подію війни — Сталінградську битву. Гітлер готує вирішальну літню кампанію 1942 року по захопленню Кавказу і направляє удар на Сталінград. Червона армія, зазнаючи поразки за поразкою через невдалий контрнаступ на Харків і через німецьку наступальну операцію «Блау», відходить до Сталінграда для останньої битви, якій судилося увійти в історію як найлютішій і найбільш кровопролитній у всій Німецько-радянській війні.

## У ролях
- Арчіл Гоміашвілі —   Й. В. Сталін
- Михайло Ульянов —   Г. К. Жуков
- Володимир Трошин —   К. Є. Ворошилов
- Микола Засухін —   В. М. Молотов
- Віктор Уральський —   М. І. Калінін
- Пауерс Бут —   В. І. Чуйков
- Любомирас Лауцявічюс —  комісар  Кузьма Гуров
- Сергій Никоненко —  генерал  О. І. Родимцев
- Бруно Фрейндліх —  маршал  Б. М. Шапошников
- Валерій Цвєтков —  генерал  А. І. Єрьоменко
- Віталій Расстальной —  маршал  С. К. Тимошенко
- Євген Буренков —   О. М. Василевський
- Микола Сімкин —   О. М. Поскрьобишев
- В'ячеслав Єзепов —    О. С. Щербаков
- Олександр Голобородько —   К. К. Рокоссовський
- Сергій Гармаш —  сержант  Павлов
- Т. Голадзе —   Л. П. Берія
- Вадим Лобанов —   М. С. Хрущов
- Гюнтер Юнганс —  Харрі Шульце-Бойзен
- Фернандо Альєнде —  Рубен Ібаррурі
- Ахім Петрі —   Гітлер
- Еріх Тіде —   Гіммлер
- Герд Міхель Хенненберг —  Кейтель
- Зігфрід Фосс —  Фрідріх Паулюс
- Рональд Лейсі —  Вінстон Черчилль
- Борис Невзоров —  генерал  М. І. Крилов
- Микола Крючков —  старий капітан
- Оксана Фандера —  Наташа
- Лариса Шахворостова —  Люба
- Тигран Кеосаян — епізод
- Федір Бондарчук —  снайпер Іван
- Андрій Смоляков —  льотчик  Леонід Хрущов
- Олександр Кудінов —  капітан-лейтенант Нємцов
- Хорст Шульце —  Еріх Шульце
- Станіслав Міхін —  комісар Адре

## Знімальна група
- Режисер — Юрій Озеров
- Сценарист — Юрій Озеров
- Оператор — Ігор Слабневич, Володимир Гусєв
- Композитор — Юрій Левітін
- Художники — Володимир Кірс, Фелікс Ясюкевич